# Мусаев, Сафъяр Бейлар оглы
Мусаев Сафъяр Бейлар оглы (17 июня 1935, Нариманлу, Басаргечарский район — 6 января 1999, Баку) — Депутат Национального собрания Азербайджанской Республики первого созыва, доктор исторических наук, профессор.

## Жизнь и деятельность
Сафъяр Мусаев родился 17 июля 1935 года в селе Нариманлы (Гусейнгулу Агали) Басаркечерского района. Окончив в 1953 году среднюю школу с золотой медалью, Сафъяр Мусаев поступил на исторический факультет Азербайджанского государственного университета и в 1958 году с отличием завершил свое высшее образование.
В 1962 году Сафъяр Мусаев поступил в аспирантуру Азербайджанского государственного университета, в 1965 году ему была присвоена учёная степень кандидата исторических наук, в 1980 году ему была присвоена учёная степень доктора исторических наук, а в 1981 году ему было присвоено учёное звание профессора.
В 1986 году он был избран заведующим кафедрой политической истории гуманитарных факультетов АГУ и проработал до самой смерти.
Сафъяр Мусаев является автором более 400 научных работ, в том числе 6 монографий и 10 книг.
В 1991 году впервые в республике был издан учебник «Политическая история» Сафъяра Мусаева для старшеклассников.

## Политическая деятельность
16 октября 1992 года Сафяр Мусаев разъяснил причины поддержки прихода к власти Гейдара Алиева в статье «Почему я сторонник Алиева», опубликованной в газете «Сес».
В те годы под руководством Сафъяра Мусаева, Муртуза Алескерова и Али Ахмедова на кафедре политической истории гуманитарного факультета Бакинского государственного университета был создан «Центр защиты Гейдара Алиева» и в Азербайджане возникла новая партия под председательством Гейдара Алиева.
После создания 21 ноября 1992 года в городе Нахичевань партии «Ени Азербайджан» под руководством Сафъяра Мусаева была создана первая организация ПНА с участием 17 человек в отделе.
12 ноября 1995 года Сафъяр Мусаев был избран депутатом Национального собрания Азербайджанской Республики от Геранбойско-Нафталанского избирательного округа № 74. Он был избран членом Постоянной комиссии Национального собрания по правам человека, а затем назначен председателем Постоянной комиссии по социальной политике и правам человека Парламентской Ассамблеи Содружества Независимых Государств.
Сафъяр Мусаев был членом комиссии по разработке проекта первой Конституции Азербайджана, принятой 12 ноября 1995 года.

## Источник
- Эльдар Исмаил. Сыны огузской родины, Книга I. — Баку, «Тебиб», 1999. С. 79.
- Газета «Азербайджан», N153 (7007) пятница, 17 июля 2015 г., с. 6

## Примечание
1. 1 2 3 4 5 6  Sani HACIYEV. Vətənə sadiqlik və peşəkarlıq örnəyi (неопр.). anl.az (17 июля 2015). Дата обращения: 9 августа 2023. Архивировано 10 августа 2023 года.
2. ↑  Səfiyar Musayev (англ.). goyce.az. Дата обращения: 9 августа 2023. Архивировано 10 августа 2023 года.
3. ↑  MUSAYEV Səfyar Bəylər oğlu (англ.). MUSAYEV Səfyar Bəylər oğlu. Дата обращения: 9 августа 2023. Архивировано 10 августа 2023 года.